# Улица Вилхелмса Пурвитиса (Рига)
Улица Вилхелмса Пурвитиса (латыш. Vilhelma Purvīša iela, в Российской империи Тургеневская улица, затем улица Тургенева, латыш. Turgeņeva iela) — улица в Риге, в историческом районе Московский форштадт.
Идёт в северо-восточном направлении от набережной Генерала Радзиня до улицы Дзирнаву. Длина — 783 метра.

## История
Появилась на карте Риги в 1885 году и получила название в честь русского писателя И. С. Тургенева.
Во второй половине XIX века Московский форштадт отстраивали заново после ликвидации рижских крепостных укреплений. Система новых предместий была разработана под руководством военного губернатора Риги Александра Аркадьевича Суворова. С 1857 года эти территории вошли в городскую черту. У ближней границы форштадта застройку представляли двухэтажные дома купеческих семей среднего достатка.
На улице располагалось Екатерининское училище — первое рижское учебное заведение с преподаванием на русском языке.
В июне 2022 года Центр государственного языка Латвии одобрил предложение о переименовании улиц города Риги, которые получили названия в честь российских деятелей культуры и ученых, включая улицу Тургенева. Рижская дума приняла решение о переименовании 21 февраля 2024 года, присвоив улице имя латвийского художника Вилхелмса Пурвитиса.

## Достопримечательности
- Здание Aкадемии наук Латвии[4]

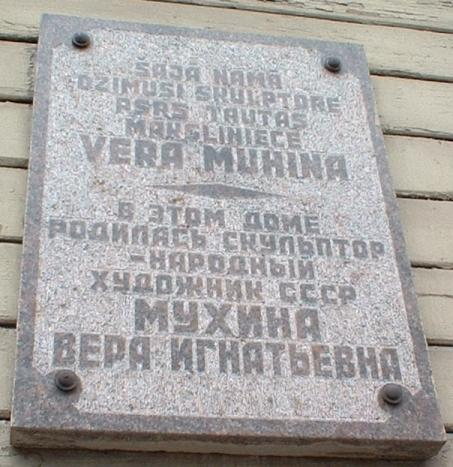
Мемориальная доска на доме, где родилась В. И. Мухина

- Церковь Благовещения Пресвятой Богородицы (Рига) (улица Эмилии Беньямин, 9, находится на перекрёстке улиц Эмилии Беньямин (бывшей Гоголя) и Пурвитиса)[5].
- В д. 23 родилась Вера Мухина — советский скульптор, народный художник СССР[6].